# Dinocephalia
I dinocefali (Dinocephalia) sono un grande gruppo di rettili - mammiferi vissuti nel Permiano medio (tra 272 e 260 milioni di anni fa). I loro resti sono stati rinvenuti principalmente in Sudafrica e in Russia, ma anche in Cina e in Sudamerica. Si estinsero alla fine del Permiano medio e non lasciarono discendenti.

## Descrizione

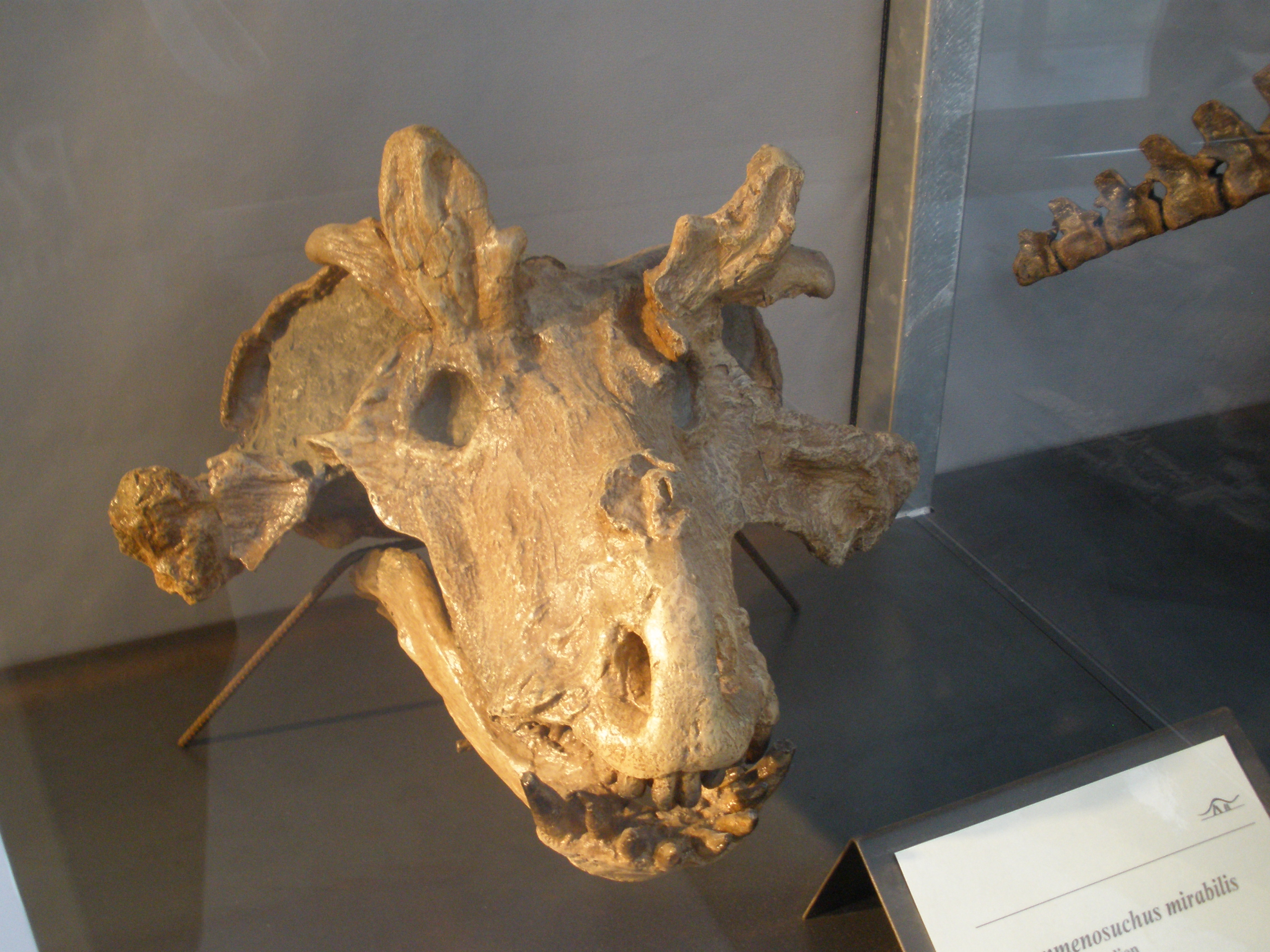
Cranio di Estemmenosuchus mirabilis

### Le "teste terribili"
Il nome di questi animali significa "teste terribili", poiché la caratteristica saliente dei dinocefali riguardava il cranio. Nella maggior parte delle specie, infatti, questo era grande e dotato di un ispessimento osseo. Questa caratteristica, detta pachiostosi cranica, sembrerebbe essere stata un adattamento per un comportamento intraspecifico "testa contro testa", forse per predominio del territorio o per l'accoppiamento. In alcune specie, poi, il cranio era munito di protuberanze o corna, come in Styracocephalus, Estemmenosuchus e Keratocephalus.

### Caratteristiche
Tra tutti i terapsidi, i dinocefali furono quelli più primitivi, eccetto i biarmosuchi: tra le caratteristiche primitive sono da ricordare la mancanza di un palato secondario, un osso dentale ancora piccolo (simile a quello dei loro antenati pelicosauri). I dinocefali, però, erano specializzati in alcuni caratteri ed erano più evoluti dei biarmosuchi in quanto la loro andatura era già semieretta, e l'ilio era espanso. Tutti i dinocefali sono caratterizzati dagli incisivi superiori e inferiori che si incastravano fra loro, ottenendo così un margine tagliente. Nelle forme più evolute, la parte posteriore degli incisivi formava una superficie che frantumava il cibo quando la bocca era chiusa.

### I giganti del Permiano
Tra i dinocefali si conoscono forme carnivore, erbivore e onnivore, alcune semiacquatiche e altre completamente terrestri. Molti di questi animali furono fra i più grandi animali del Permiano; solo i più grandi fra i caseidi e i pareiasauri rivaleggiarono in taglia con i dinocefali. Tra le varie forme, da ricordare che i più grandi erbivori (come Tapinocephalus) e i più grandi onnivori (Jonkeria) potrebbero aver raggiunto le due tonnellate di peso e una lunghezza che sfiorava i cinque metri. I dinocefali carnivori più grandi, come Titanophoneus e Anteosaurus, raggiungevano la stessa lunghezza e avevano pesanti crani di 80 centimetri, dotati di temibili denti lunghi e appuntiti simili a canini. Il peso di questi animali doveva aggirarsi sulla mezza tonnellata.

## Evoluzione
I dinocefali si svilupparono da un terapside primitivo simile a un pelicosauro, che presumibilmente visse verso la fine del Permiano inferiore. Questi animali, in seguito, si diffusero a spese degli stessi pelicosauri, che stavano scomparendo dopo un dominio di molti milioni di anni. Durante il Capitaniano alcuni dinocefali evoluti diedero origine a varie forme erbivore, che andarono a formare una megafauna diversificata. Nella cosiddetta "Zona a Tapinocephalus" del Sudafrica, queste forme sono ben rappresentate. Pochi milioni di anni dopo, però, al culmine della loro diversificazione, i dinocefali scomparvero improvvisamente; la ragione di questa estinzione non è chiara. I dinocefali vennero sostituiti da terapsidi molto più piccoli, come gli erbivori dicinodonti e i carnivori gorgonopsi e terocefali.

## Classificazione
La classificazione dei dinocefali è ancora poco chiara, ed è stata studiata solo di recente. Tra i gruppi più noti, da ricordare gli anteosauri (Anteosauria), raggruppanti soprattutto forme carnivore, e i tapinocefali (Tapinocephalia), con forme prevalentemente erbivore. Tra gli anteosauri, la famiglia dei siodontidi (Syodontidae) raggruppava forme di taglia relativamente modesta, mentre i veri e propri anteosauridi (Anteosauridae) erano giganteschi. Tra i tapinocefali, i titanosuchidi (Titanosuchidae) erano onnivori, mentre i veri tapinocefalidi (Tapinocephalidae) erano soprattutto erbivori. Estemmenosuchus, dotato di corna, è una forma troppo primitiva per essere classificata in uno di questi gruppi. Tra i dinocefali più famosi, da ricordare Moschops, Titanosuchus, Tapinocaninus, Brithopus, Syodon, Ulemosaurus e Struthiocephalus.

## Tassonomia
- CLASSE Synapsida
  - Ordine Therapsida
    - Sottordine DINOCEPHALIA
      - ? Rhopalodon
      - ? Famiglia Phreatosuchidae
        - Phreatosuchus
        - Phreatosaurus

      - Famiglia Estemmenosuchidae
        - Estemmenosuchus

      - Anteosauria
        - Sinophoneus
        - Famiglia Brithopodidae / Anteosauridae
          - Brithopus
          - Archaeosyodon
          - Sottofamiglia Syodontidae
            - Syodon
            - Notosyodon
            - Australosyodon

          - Deuterosaurus
          - Pampaphoneus
          - Titanophoneus
          - Sottofamiglia Anteosaurinae
            - Anteosaurus
            - Doliosauriscus

      - Tapinocephalia
        - Styracocephalus
        - Famiglia Titanosuchidae
          - Titanosuchus
          - Jonkeria

        - Famiglia Tapinocephalidae
          - Tapinocaninus
          - Keratocephalus
          - Ulemosaurus
          - Mormosaurus
          - Taurocephalus
          - Moschops
          - Riebeeckosaurus
          - Struthiocephalus
          - Tapinocephalus

## Galleria d'immagini

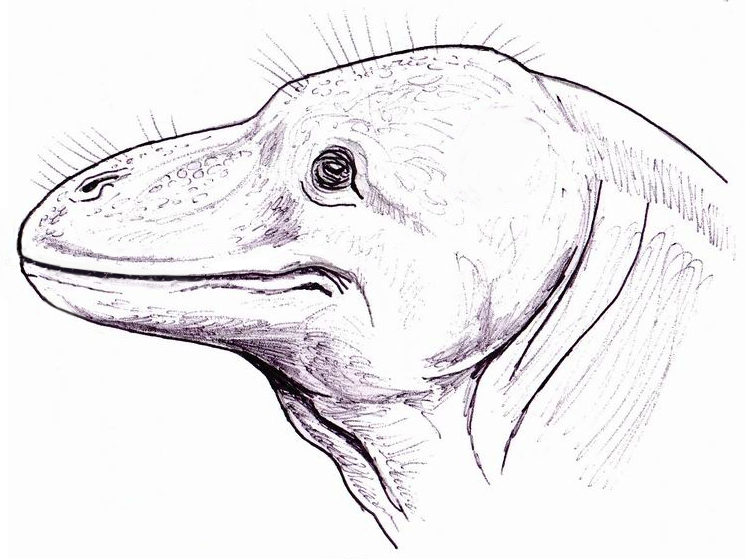
Taurocephalus
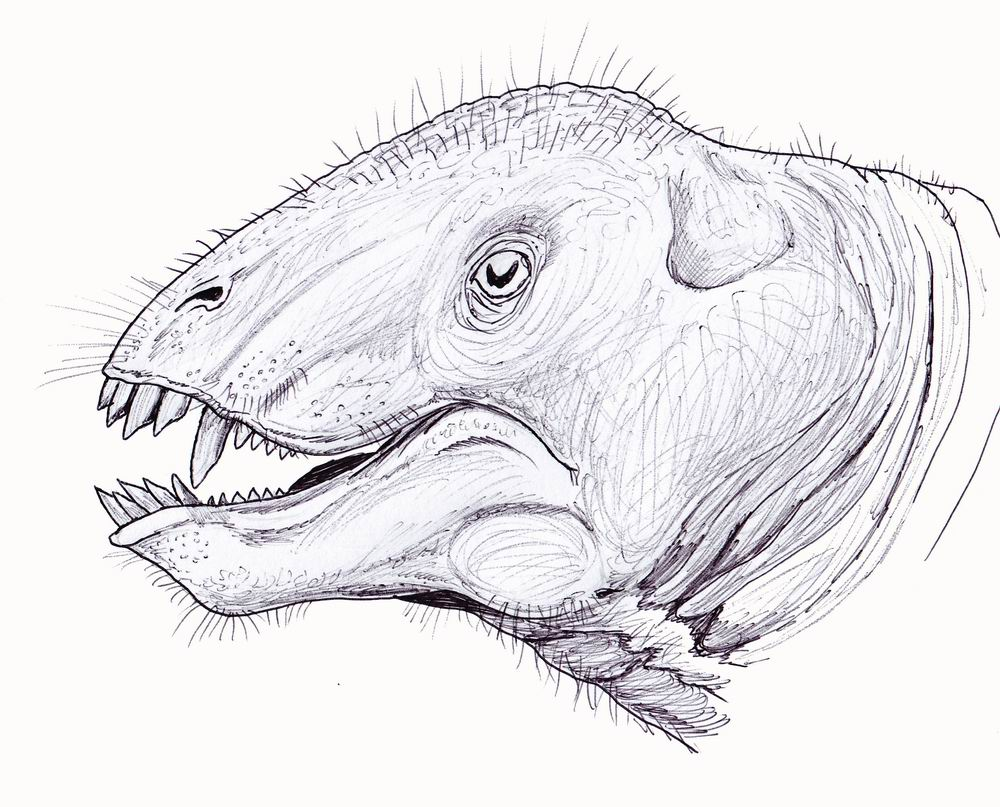
Tapinocaninus
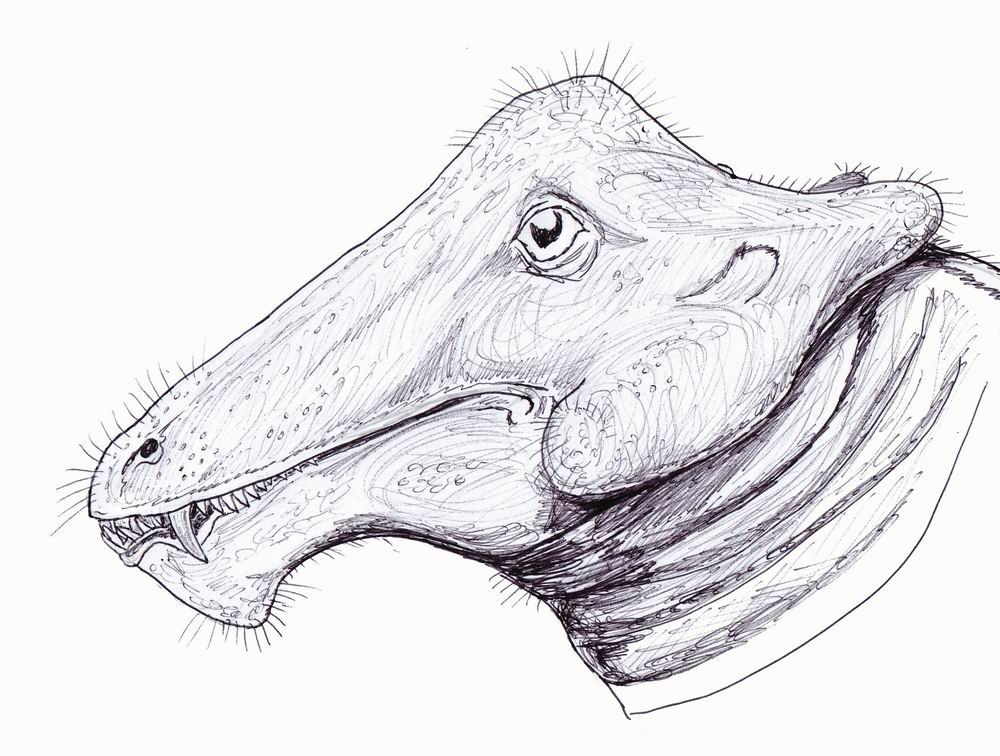
Styracocephalus
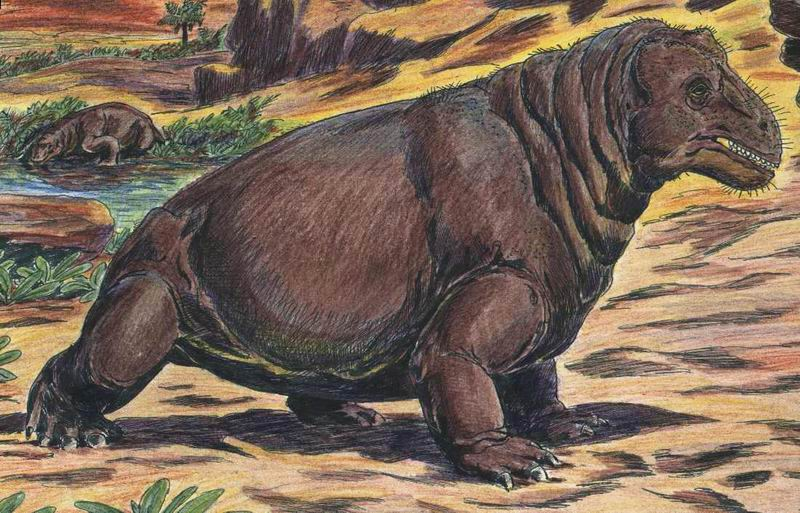
Mormosaurus
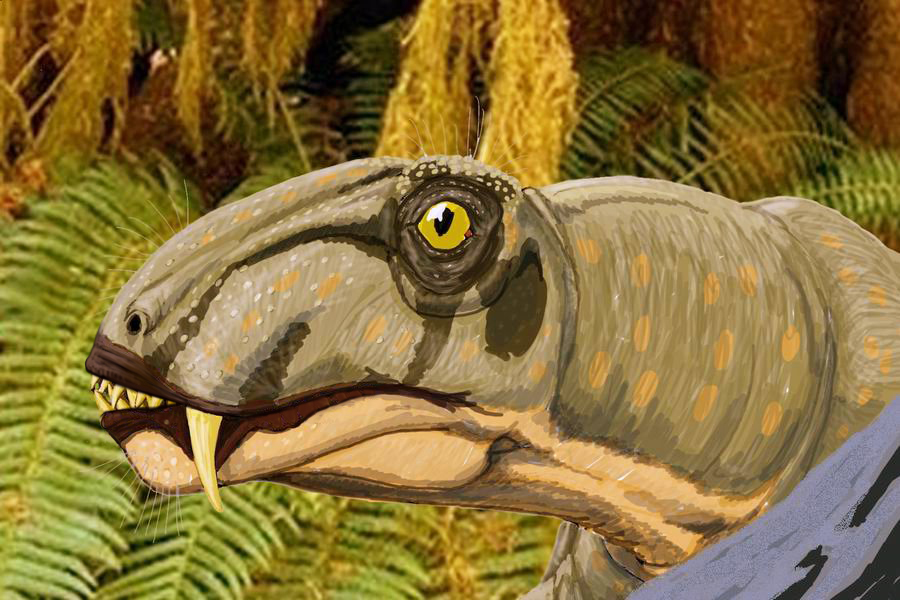
Stenocybus
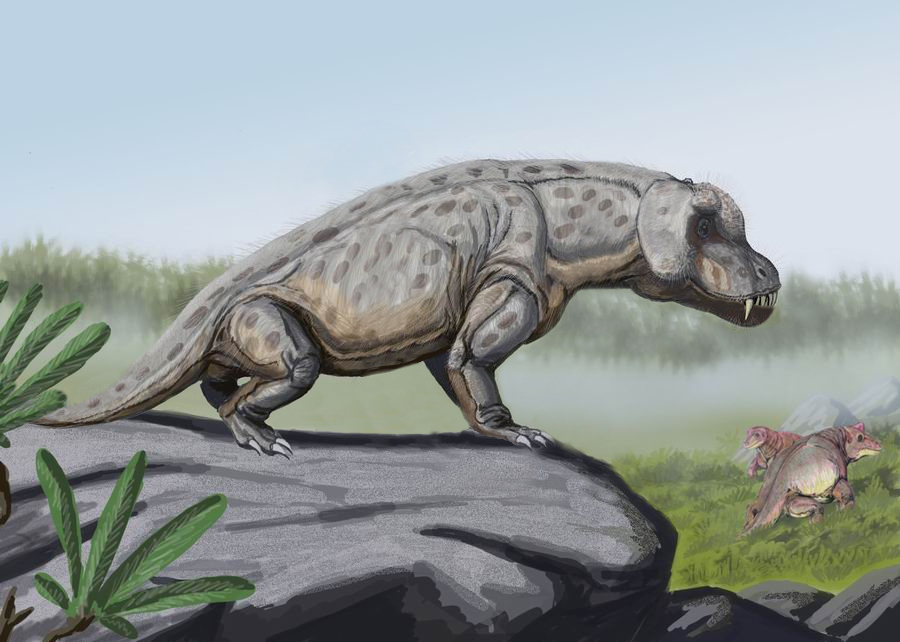
Anteosaurus
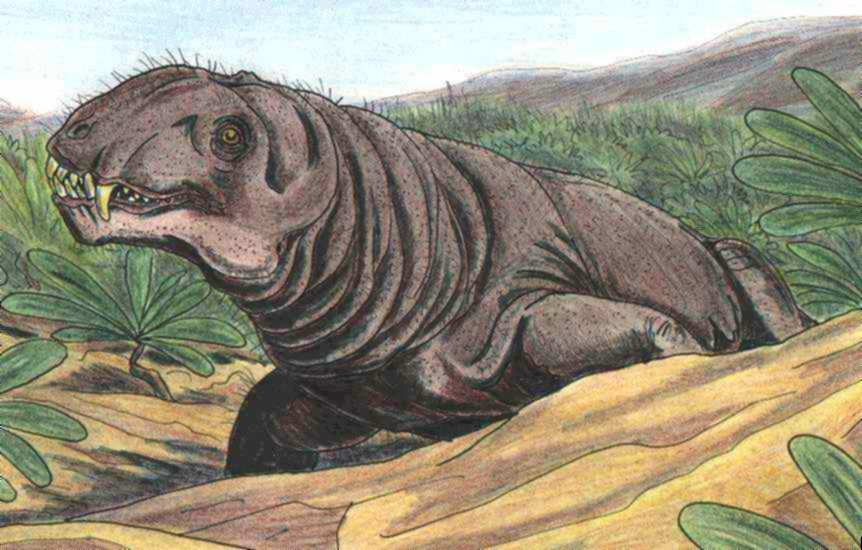
Deuterosaurus
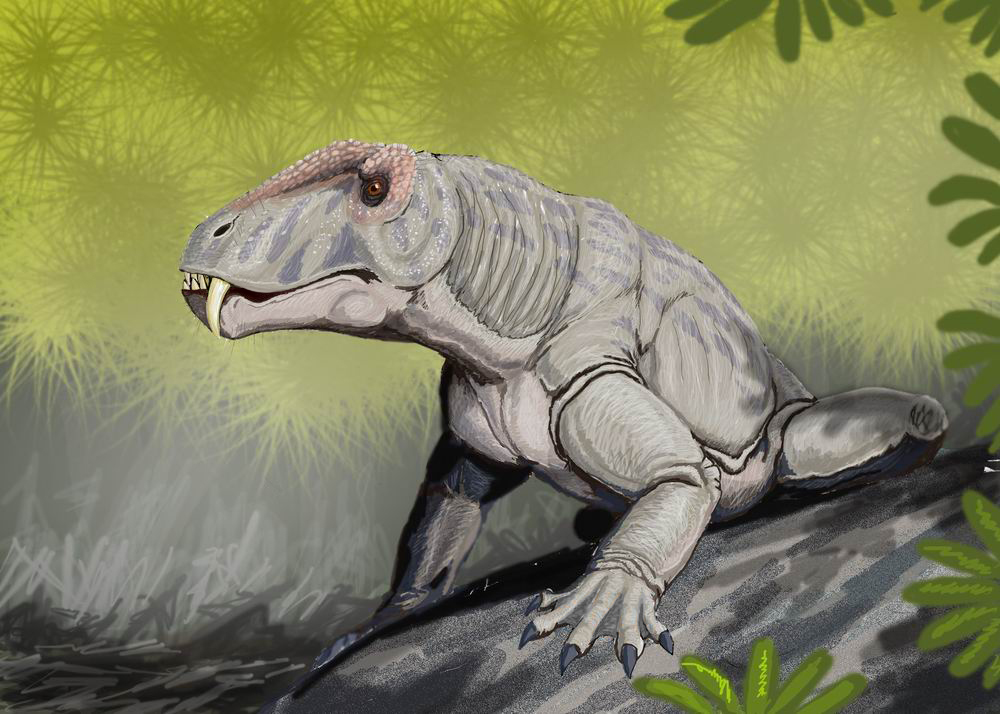
Doliosauriscus
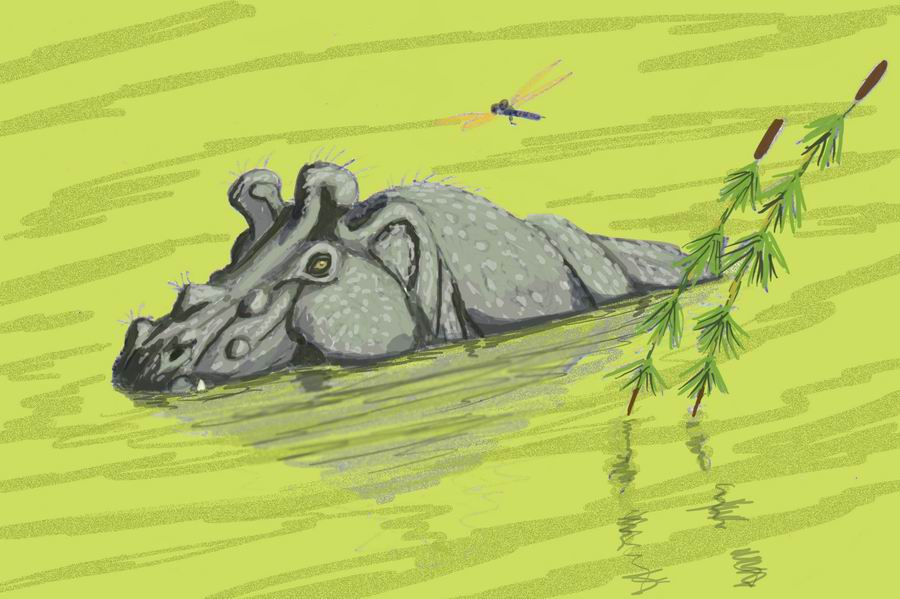
Estemmenosuchus
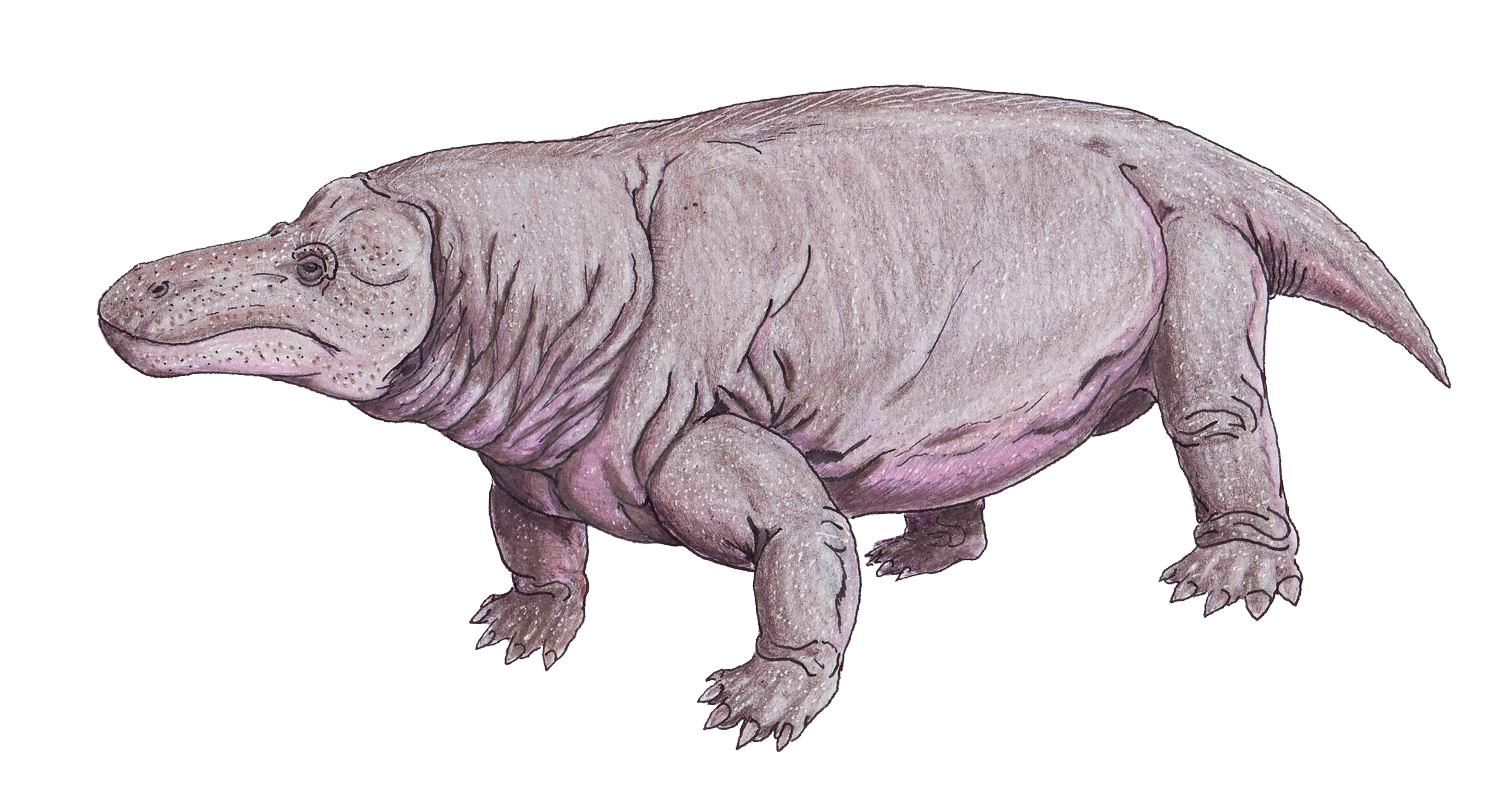
Jonkeria
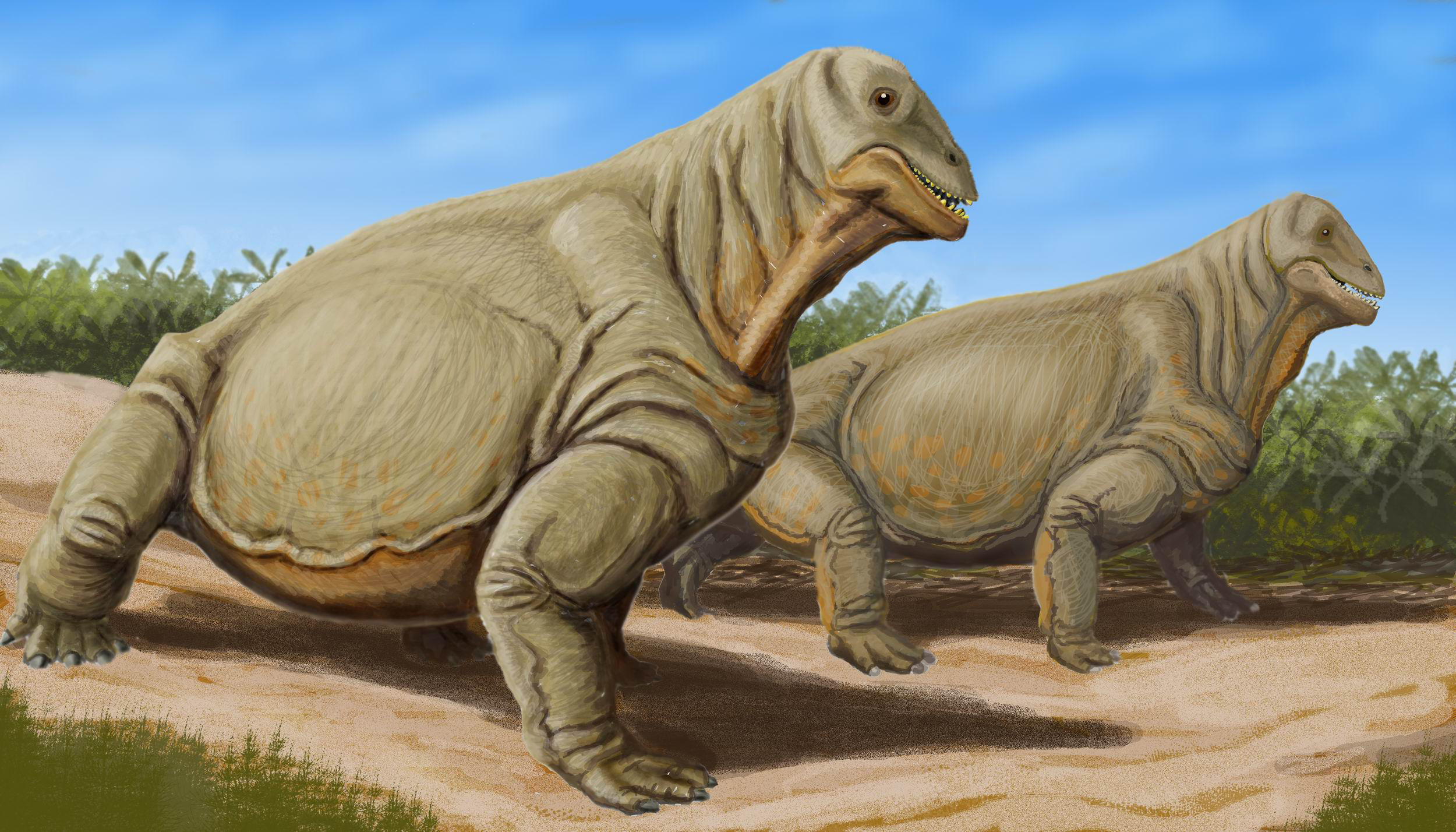
Moschops
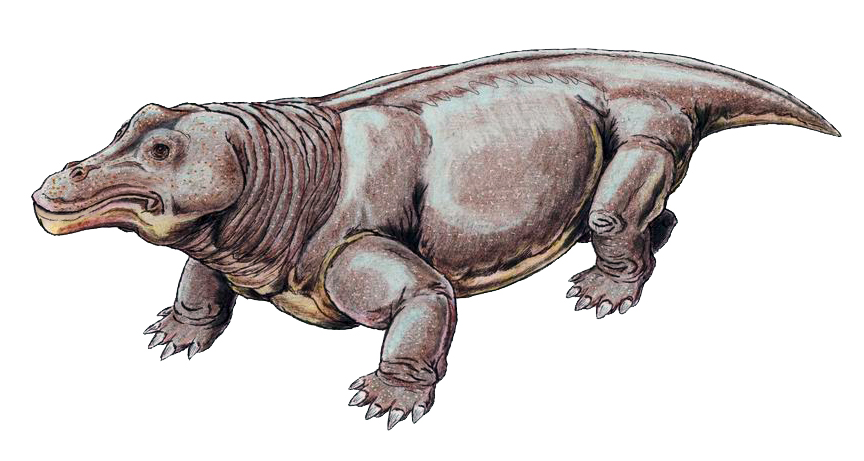
Struthiocephalus
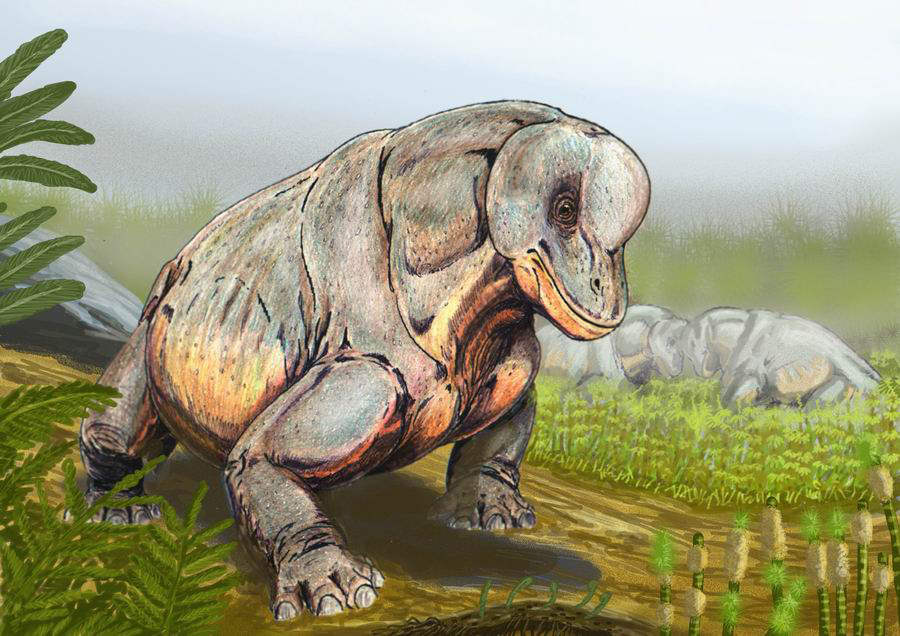
Tapinocephalus
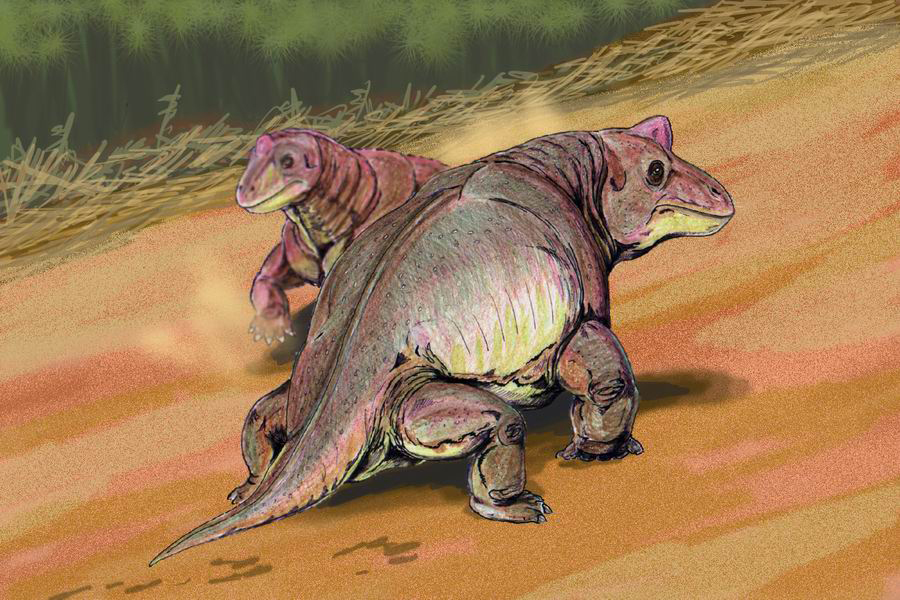
Keratocephalus
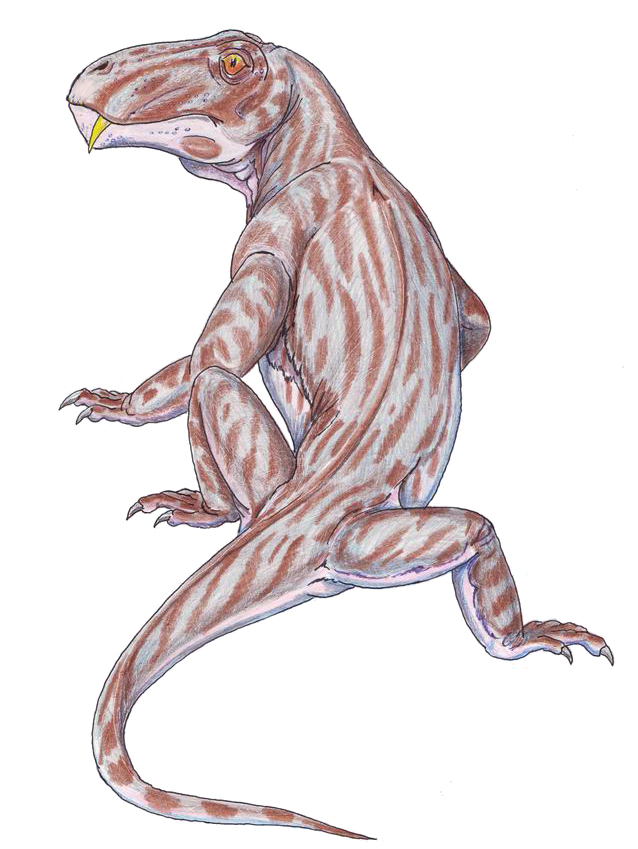
Australosyodon
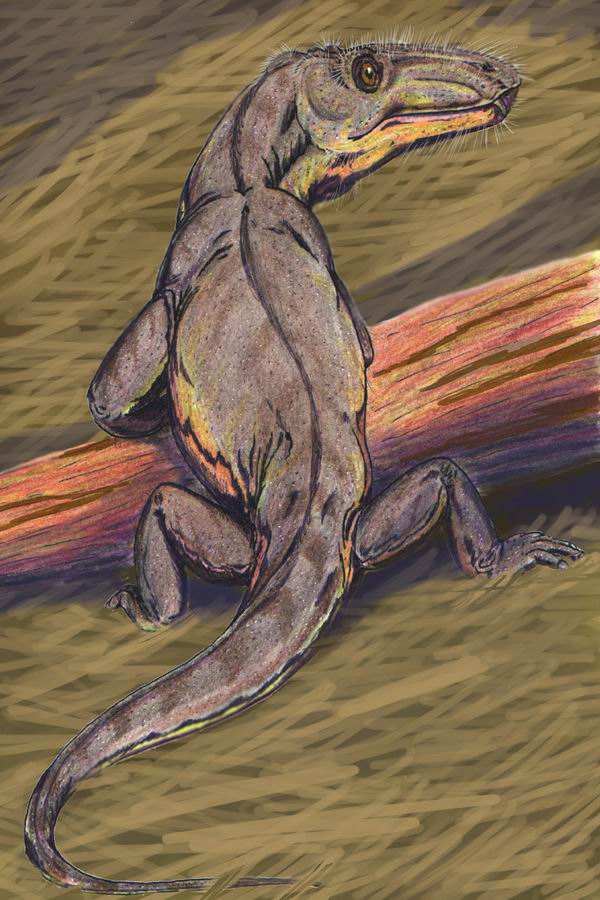
Syodon
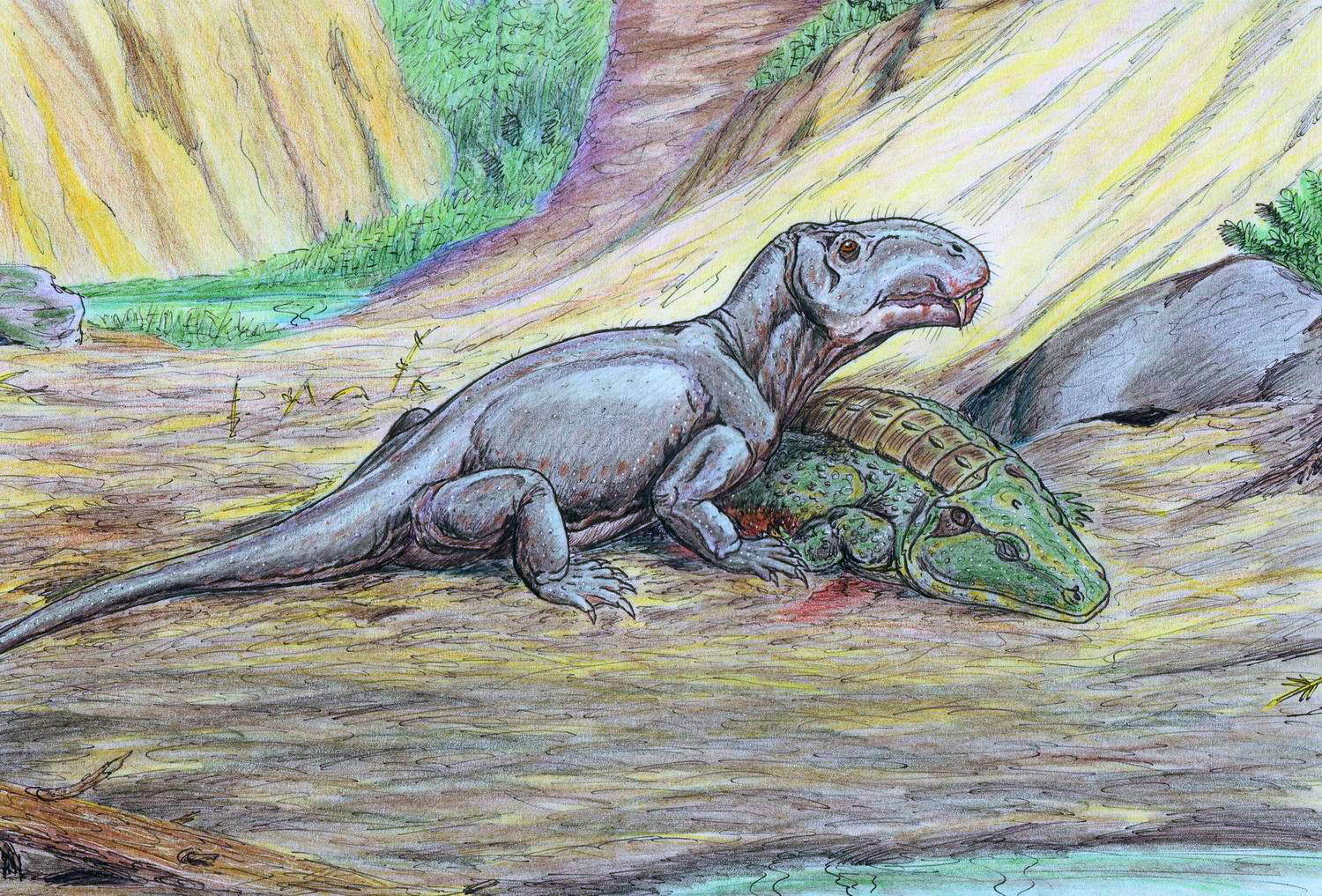
Brithopus e dissorofide
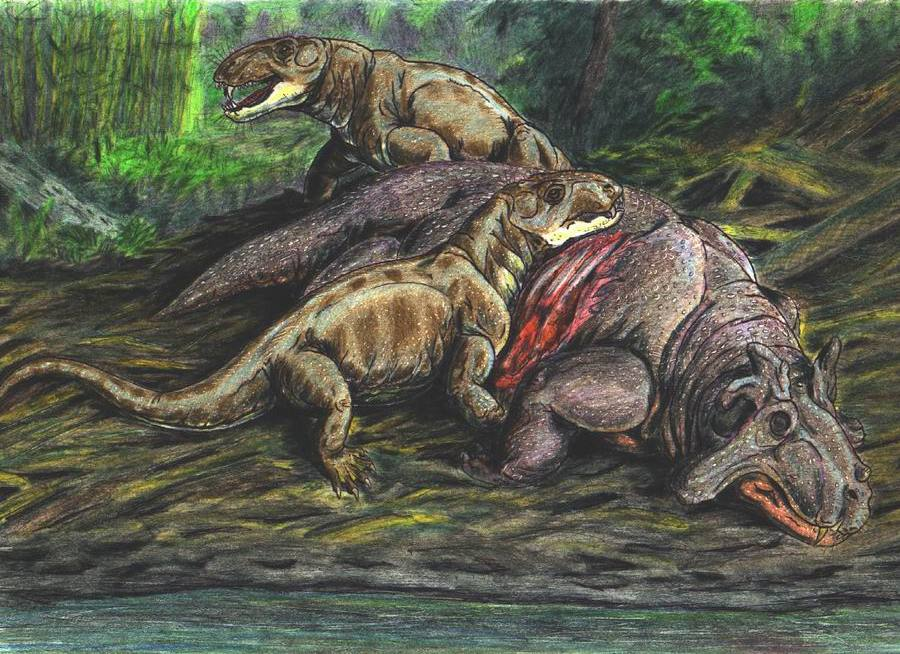
Archaeosyodon ed Estemmenosuchus
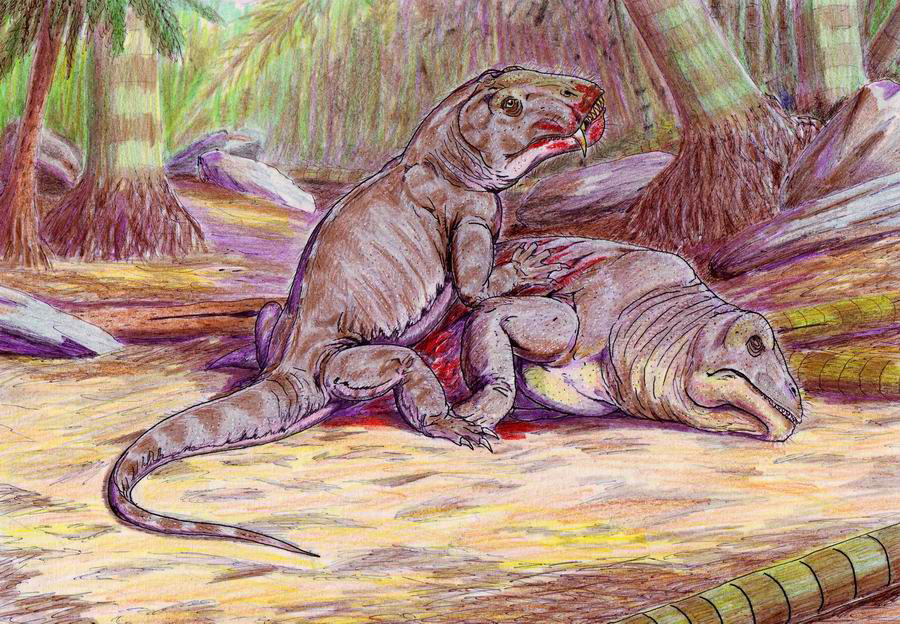
Titanophoneus e Ulemosaurus
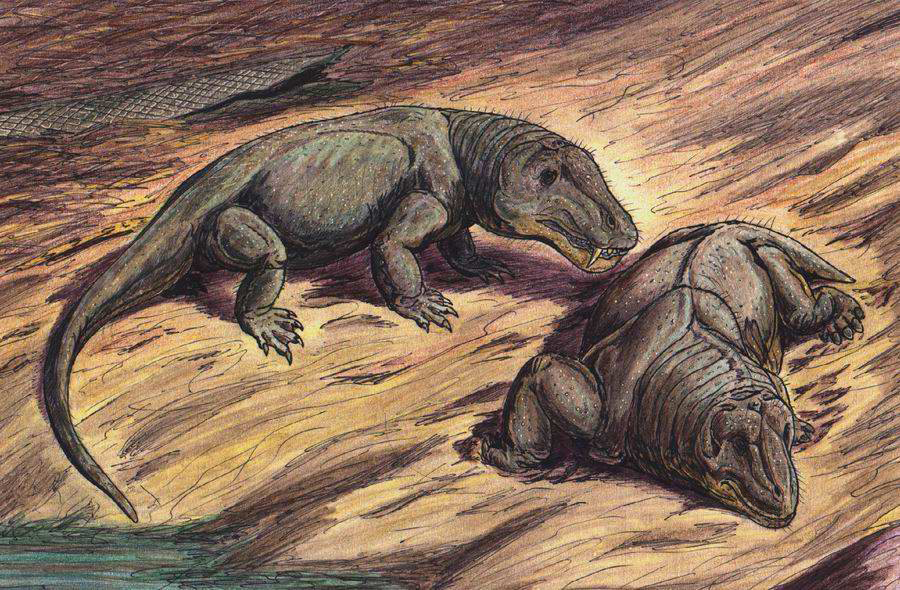
Doliosauriscus e Ulemosaurus